# Cerro Pucarani
Der Cerro Pucarani (auch Cerro Villa Pucarani oder Vila Pucarani) ist ein 4910 Meter hoher Vulkan im Departamento Oruro im südamerikanischen Anden-Staat Bolivien.
Der Pucarani liegt auf dem bolivianischen Altiplano im Landkreis (bolivianisch: Municipio) Coipasa in der  Provinz Sabaya. Der Berg ragt aus dem nordwestlichen Abschnitt des Salar de Coipasa hervor, zweitgrößtem Salzsee des Landes, und überragt die Seeoberfläche um mehr als 1200 Meter. Während der trockenen Jahreszeit im Frühjahr der Südhalbkugel sind der Berg und die Siedlungen der Insel trockenen Fußes zu erreichen. Größte Siedlung ist Coipasa mit 484 Einwohnern (Volkszählung 2001):